# Mauraz
Mauraz – miejscowość i gmina (commune) w zachodniej Szwajcarii, w kantonie Vaud, w okręgu (district) Morges.
Gmina została po raz pierwszy wspomniana w dokumentach w 1324 roku jako Moraz. W 1547 roku gmina została wspomniana jako Moura.

## Demografia
31 grudnia 2021 roku w Mauraz mieszkało 65 osób. W 2021 roku 10,8% populacji gminy stanowiły osoby urodzone poza Szwajcarią.
W 2000 roku 95,8% obywateli gminy mówiło w języku francuskim, a 2,1% mieszkańców w języku niemieckim i języku włoskim.

Zmiany w liczbie ludności są przedstawione na poniższym wykresie: